# Барбус червоний
Ба́рбус черво́ний, або пу́нтіус черво́ний (Pethia padamya, синонім Puntius padamya) — невелика субтропічна прісноводна риба родини коропових.
Серед акваріумістів також відома як оде́ський ба́рбус. Вперше з'явилась у продажу на початку 1970-их в Одесі, Україна, звідки і походить її назва. Помилково вважалося, що ця рибка є одним з варіантів забарвлення Pethia ticto, у природному забарвленні якого відсутня характерна для одеського барбуса широка червона смуга вздовж тіла. Ця версія широко поширена у літературі з акваріумістики. У 2008 році цю рибу було описано як окремий вид.
Слово «padamya» в перекладі з бірманської мови означає рубіновий.

## Поширення
Вид поширений в центральній частині М'янми. Зустрічається в річці Іраваді та її притоці Чіндуїн (Чиндвін). Також виявлений в штучному ставку поблизу селища Тоє Гий (Toe Gyi).

## Опис

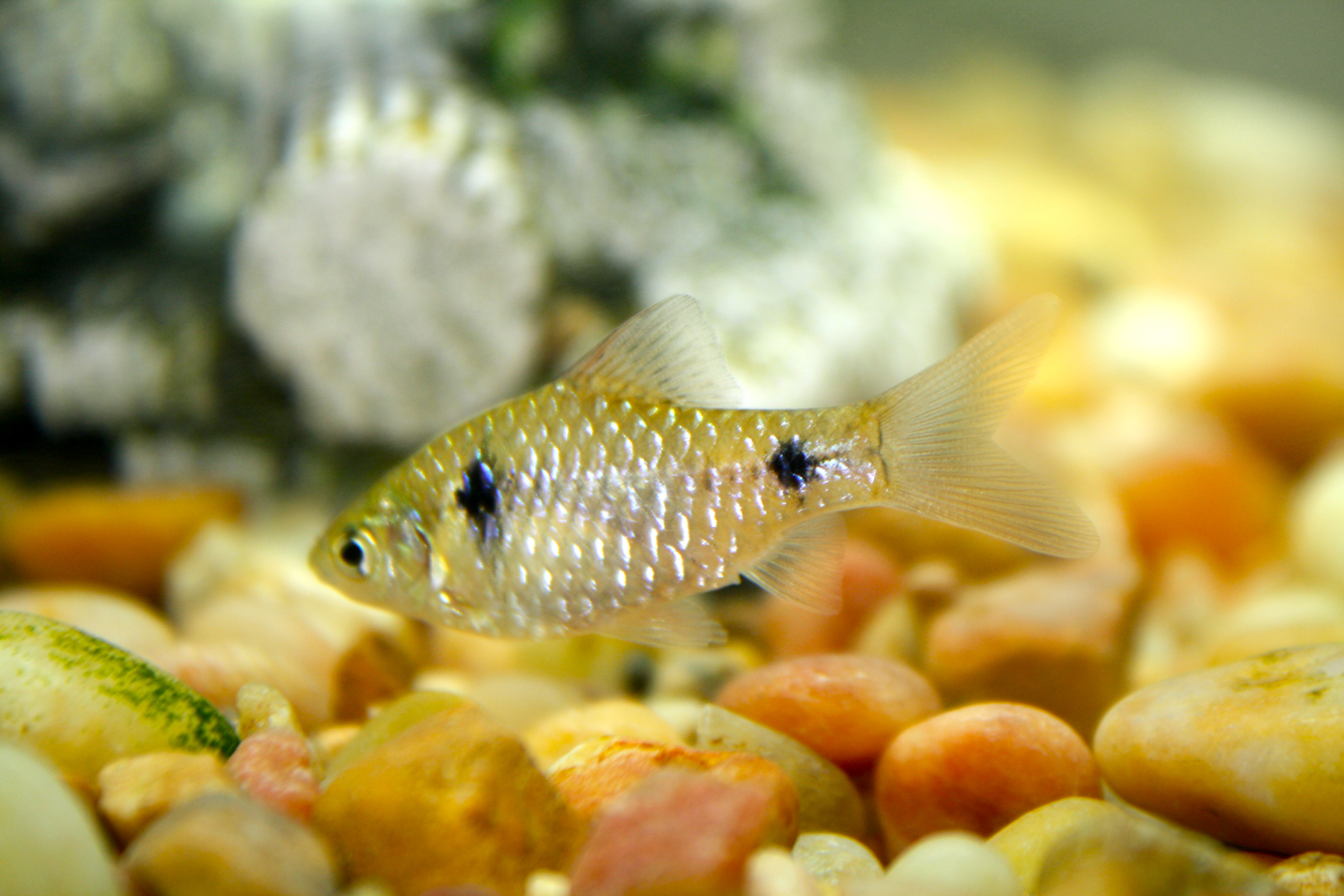
Самиця червоного барбуса

Тіло барбуса витягнуте, овальне, сплюснуте з боків. Бічна лінія неповна, луска велика. Вусики відсутні. Спина сіро-зелена, боки сріблясті з металевим відблиском, черевце біле. Біля хвостового та над грудними плавцями розташовані плями темного кольору, причому передня пляма видовженої форми і нагадує вертикальну смугу. Луска утворює на тілі чіткий сітчастий малюнок. У самця вздовж всього тіла проходить яскрава широка червона смуга, а спинний, анальний та черевні плавці вкриті чорними плямами. У самиці смуга майже не проглядається. Рибки сягають до 5 см завдовжки.

## Розмноження
Статева зрілість настає у віці 5-6-ти місяців. Самиця відкладає до 200 ікринок. Нерест проходить у заростях дрібнолистих рослин. Ікра дозріває приблизно добу, а ще через 3 дні мальки починають плавати.

## Утримання та розведення в акваріумах
Червоний барбус — мирна зграйна риба, тому її варто утримувати в кількості не менше 5 осіб з такими ж мирними рибами, за винятком видів з вуалевими плавниками. Як і для решти барбусів необхідний доволі просторий (від 50-ти літрів) акваріум з рясною рослинністю та вільним місцем для плавання. Темний ґрунт підкреслює забарвлення рибок. Рибки плавають у всіх шарах води.
Риба всеїдна, для годівлі підходить будь-який живий, рослинний чи комбінований корм, а також сухі корми.
Параметри води:
- Температура — 20—24 °C, але тривалий час витримують зниження температури до 14-16 °C,
- Жорсткість — від 5 до 19 dH,
- Кислотність — pH 6.5-8.5, витримує підвищення до 11 pH.

Нерестовище повинне бути просторим, оскільки ефективним є тільки зграйний нерест. Співвідношення самців і самиць — 1:2. Перед нерестом риб розсаджують на 1-2 тижні і посилено годують. Нерестовик потрібно засадити дрібнолистою рослинністю. Вода має бути м'якою (<8 dH), оптимальна температура 25-27 °C. Нерест відбувається зранку і триває 3-4 години, після чого риб відсаджують. Початковий корм для мальків: інфузорії та живий пил. Пізніше можна годувати наупліусом рачків, циклопів та дрібною дафнією.
Червоний барбус легко схрещується з Pethia stoliczkana, який є близьким до даного виду.

## Галерея

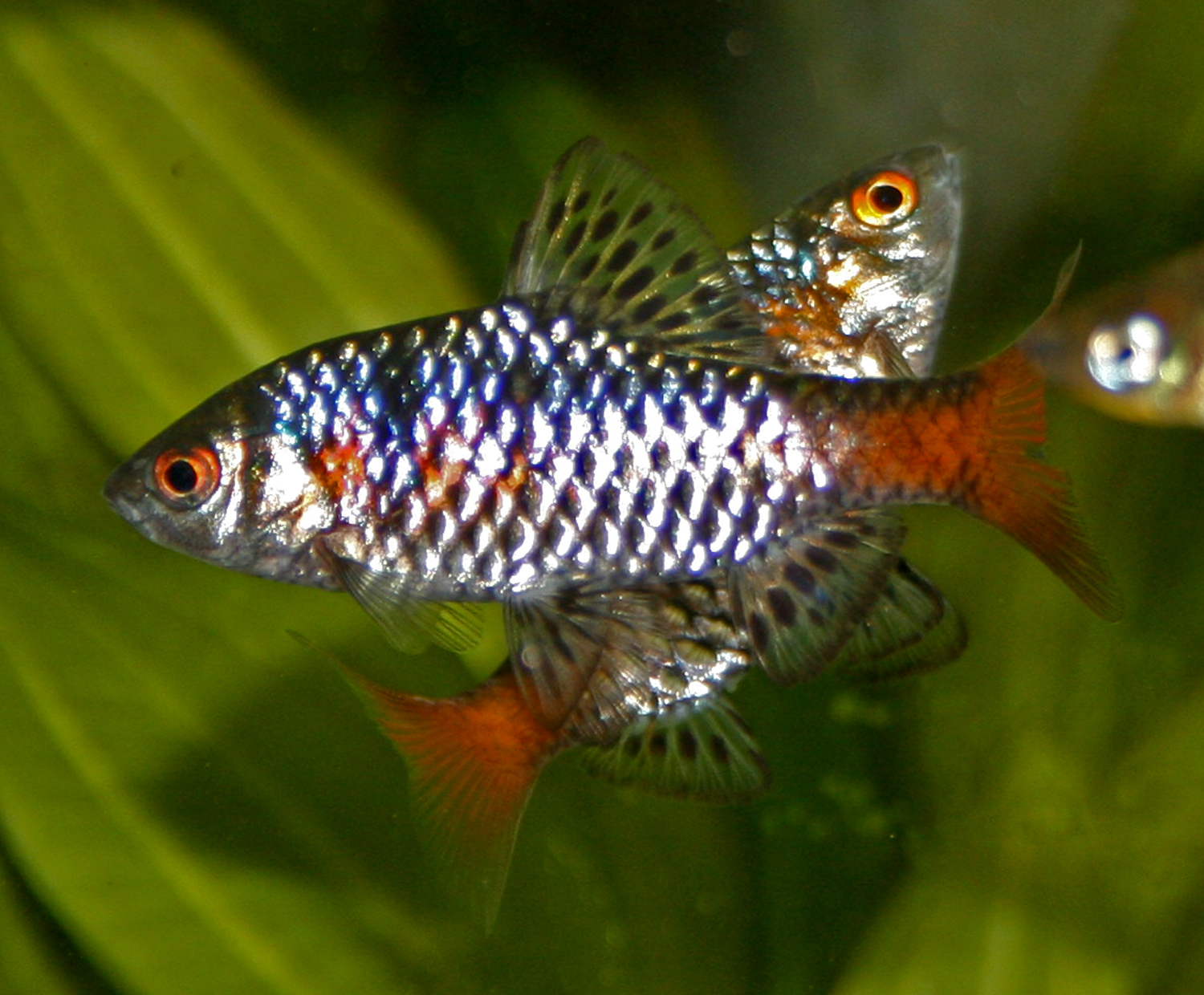
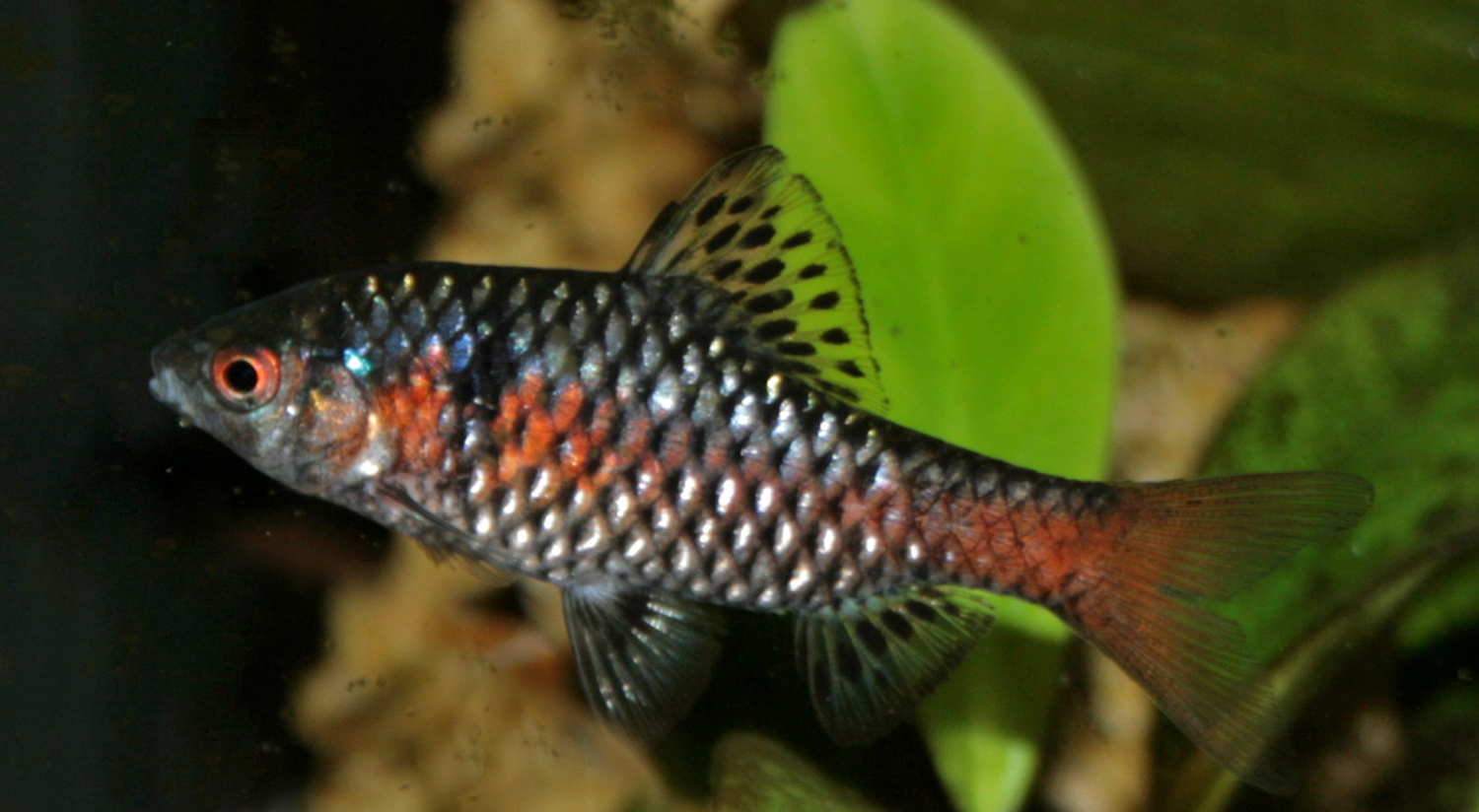
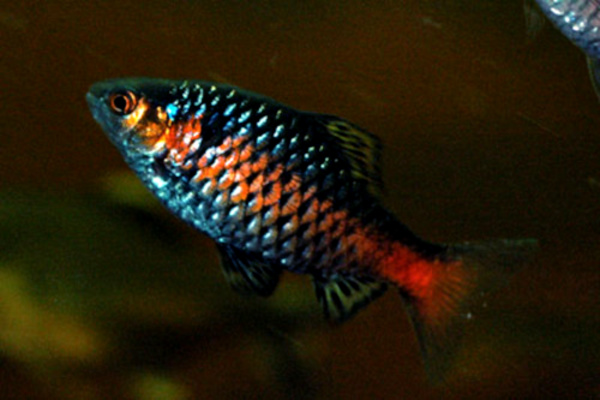
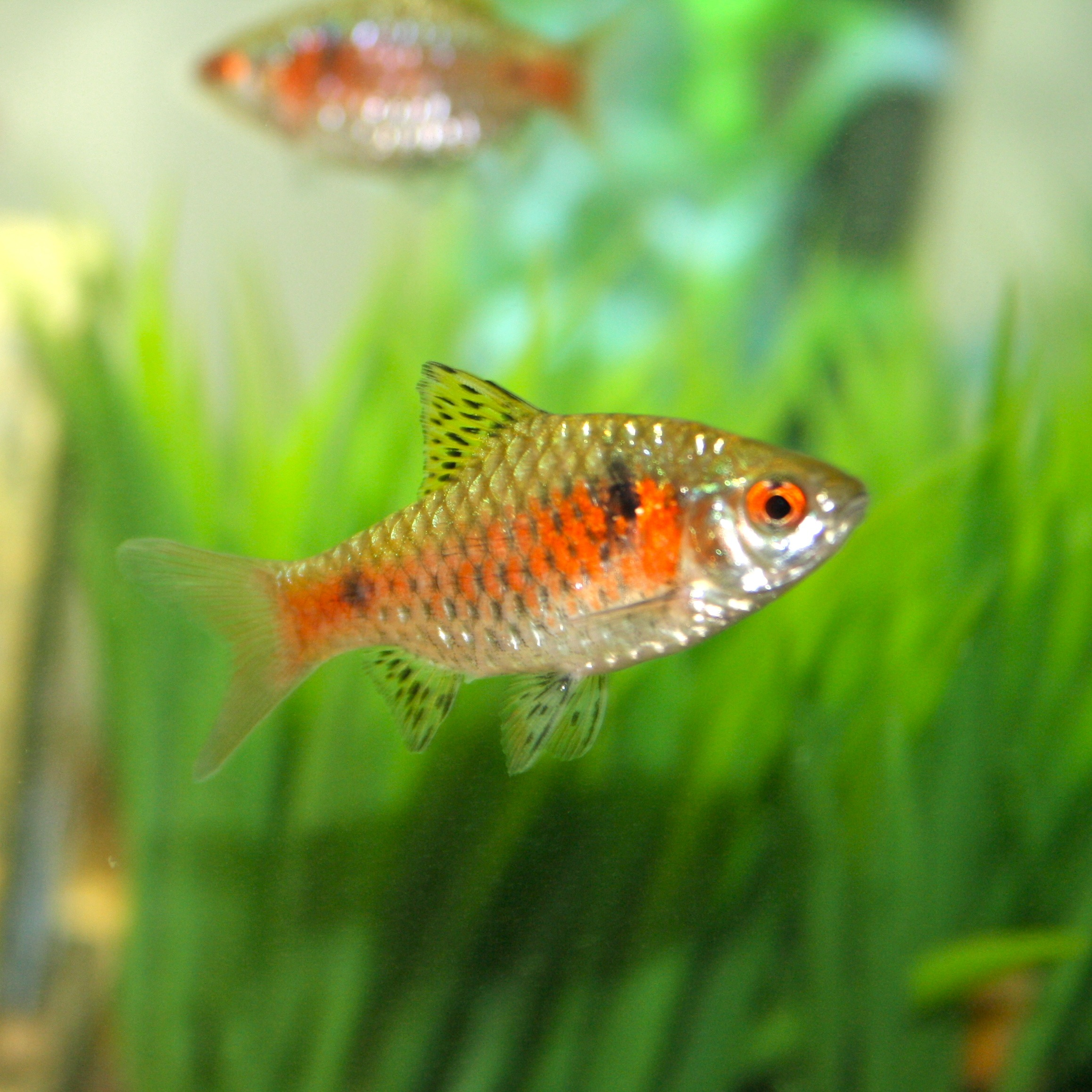